# Pua Kealoha
Pua Kele Kealoha (Waialua, 14 novembre 1902 – San Francisco, 29 agosto 1989) è stato un nuotatore statunitense.

## Palmarès
Olimpiadi
- 2 medaglie:
  - 1 oro (staffetta 4x200 metri stile libero a Anversa 1920)
  - 1 argento (100 metri stile libero a Anversa 1920).